# Danuta Janicka
Danuta Maria Janicka z d. Kowalska (ur. 2 lipca 1960 w Chełmży) – polska prawniczka, profesor nauk prawnych, historyk prawa.

## Życiorys
Ukończyła V Liceum Ogólnokształcące w Toruniu w 1979. Następnie podjęła studia prawnicze na Uniwersytecie Mikołaja Kopernika w Toruniu, które ukończyła w 1984. Sześć lat później uzyskała stopień naukowy doktora za rozprawę zatytułowaną Prawo i proces karny w trzech rewizjach prawa chełmińskiego z XVI wieku na tle rozwoju prawa karnego w Europie Środkowej. W 1998 habilitowała się na podstawie dorobku naukowego oraz rozprawy pt. Nauka o winie i karze w dziejach klasycznej szkoły prawa karnego w Niemczech w pierwszej połowie XIX wieku. W 2010 roku uzyskała tytuł naukowy profesora.
Należy do Towarzystwa Naukowego w Toruniu od 1990 roku. Odbywała staż naukowy w Instytucie Maxa Plancka we Frankfurcie (1991, 1992, 1994). Specjalizuje się w historii prawa, prawie niemieckim oraz stosunkach między Polską a Niemcami. Obecnie jest kierownikiem Katedry Historii Prawa Niemieckiego w Polsce Wydziału Prawa i Administracji i p.o. kierownika Katedry Historii Doktryn Polityczno-Prawnych.
Jest członkiem Komitetu Redakcyjnego „Czasopisma Prawno-Historycznego”.